# Super Rugby Americas
Il Super Rugby Americas è una competizione professionistica di rugby a 15 che si svolge su base annuale tra 6 squadre professionistiche di Argentina, Brasile, Cile, Paraguay, Uruguay e Stati Uniti (in precedenza anche della Colombia). È organizzato da Sudamérica Rugby, organo che fa parte di World Rugby.
Presentata ufficialmente come Súper Liga Americana de Rugby (SLAR) il 29 novembre 2019, si svolge in parallelo con la Major League Rugby, al fine di fornire una competizione di rugby a 15 di qualità nelle Americhe. Dal 2023 ha mutato nome in Super Rugby Americas includendo anche una franchigia statunitense.

## Storia

### Súper Liga Americana de Rugby
La SLAR fu annunciata ad aprile 2019.
Originariamente prevista su una composizione a 8 franchigie professionistiche. All'annuncio ufficiale, fu confermato che per la stagione 2020 le squadre sarebbero state cinque per la stagione regolare mentre la sesta compagine, Cafeteros Pro della Colombia, giocherà due incontri con la quinta classificata. Infatti a causa di problemi economici non ha potuto garantire la presenza al torneo sin dall'esordio ma si prevede che nel 2021 i colombiani si uniranno alla lega a tempo pieno.
La prima edizione assoluta è iniziata il 4 marzo 2020 ma è stata annullata il 17 marzo 2020 da Sudamérica Rugby a causa della pandemia dovuta alla diffusione del coronavirus.

### Super Rugby Americas
Grazie al successo ottenuto dal torneo e dopo varie richieste da parte delle istituzioni di aderire e partecipare al torneo, World Rugby ha richiesto l'espansione verso una competizione più ambiziosa e regionale. Così nell'ottobre 2022, Sudamérica Rugby e World Rugby hanno annunciato la nascita del Super Rugby Americas, un torneo che sarà organizzato anche da USA Rugby e Rugby Canada, e che comprenderà la maggior parte dei club che hanno gareggiato nello SLAR con l'aggiunta dei franchising da Stati Uniti e Canada.

## Formato
Per la prima stagione, cinque dei sei club Ceibos, Corinthians, Selknam, Olimpia Lions e Peñarol si affrontano in una fase iniziale a girone unico, con partite di andata e ritorno, per un totale di otto partite. Le prime quattro squadre si qualificheranno alla fase play-off, la prima classificata incontra la quarta, e la seconda incontra la terza, in una gara a eliminazione diretta per determinare le due finaliste e un campione di stagione. Il quinto posto della squadra della stagione regolare giocherà un doppio confronto con Cafeteros Pro.
Il punteggio è quello dell'Emisfero sud, quindi per ogni partita sono in palio:
- 4 punti alla squadra vincitrice;
- 2 punti a entrambe per il pareggio;
- 0 punti alla squadra sconfitta;
- 1 punto supplementare a qualsiasi squadra abbia marcato quattro mete;
- 1 punto supplementare alla squadra sconfitta con sette punti o meno di scarto.

## Squadre partecipanti
| Federazione | Club             | Sponsor | Città             | Impianto interno           |
| Argentina   | Dogos XV         |         | Córdoba           | Stadio Tala Rugby Club     |
| Argentina   | Pampas XV        |         | Buenos Aires      | CASI                       |
| Brasile     | Cobras           |         | San Paolo         | Estádio Nicolau Alayonv    |
| Cile        | Selknam          |         | Santiago del Cile | Stadio della Pintana       |
| Paraguay    | Yacare XV        |         | Asunción          | Stadio Héroes de Curupayty |
| Uruguay     | Peñarol          |         | Montevideo        | Stadio Charrúa             |
| Stati Uniti | American Raptors |         | Glendale          | Infinity                   |

### Squadre del passato
- Cafeteros Pro, Medellin, Colombia (2020-22)
- Jaguares, Buenos Aires, Argentina (2021-22)
- American Raptors, Glendale, Stati Uniti (2023-24)

## Albo d'oro
| Anno | Squadra campione                   | Risultato                          | Finalista                          |
| ---- | ---------------------------------- | ---------------------------------- | ---------------------------------- |
| 2020 | Edizione annullata per coronavirus | Edizione annullata per coronavirus | Edizione annullata per coronavirus |
| 2021 | Jaguares                           | 36 - 28                            | Peñarol                            |
| 2022 | Peñarol                            | 24 - 13                            | Selknam                            |
| 2023 | Peñarol                            | 23 - 17                            | Dogos XV                           |
| 2024 | Dogos XV                           | 37 - 23                            | Pampas XV                          |